# Zipolite
Zipolite è un piccolo centro abitato messicano dello stato dell'Oaxaca.
Conta poco più di mille abitanti e si situa 50 km a sud di 
Puerto Escondido e poco distante dal porticciolo di Puerto Angel.
Il centro abitato più antico si sviluppa nella zona antistante gli scogli che affiorano dal mare. La cappella di culto cattolico, in cemento armato, costruita dopo il disastroso uragano del 1999, è l'unico sito religioso del villaggio, ma pare che sempre in prossimità di queste rocce avvenissero, in epoca precolombiana, dei riti sacrificali eseguiti delle popolazioni zapoteche.  Il nome stesso di Zipolite significa spiaggia dei morti o spiaggia delle anime. 
La zona che nel corso degli anni ha visto un maggior sviluppo turistico si trova ad occidente, nella contrada Rocablanca. La spiaggia di Zipolite è conosciuta in tutto il Messico per essere stata la prima e per molti versi l'unica nudista del paese. La vicinanza alla fossa oceanica classifica questo tratto di costa come mare aperto, soprattutto per le forti correnti che spingono verso il largo.
Il turismo rappresenta la prima fonte di ricchezza della località.